# Ramo

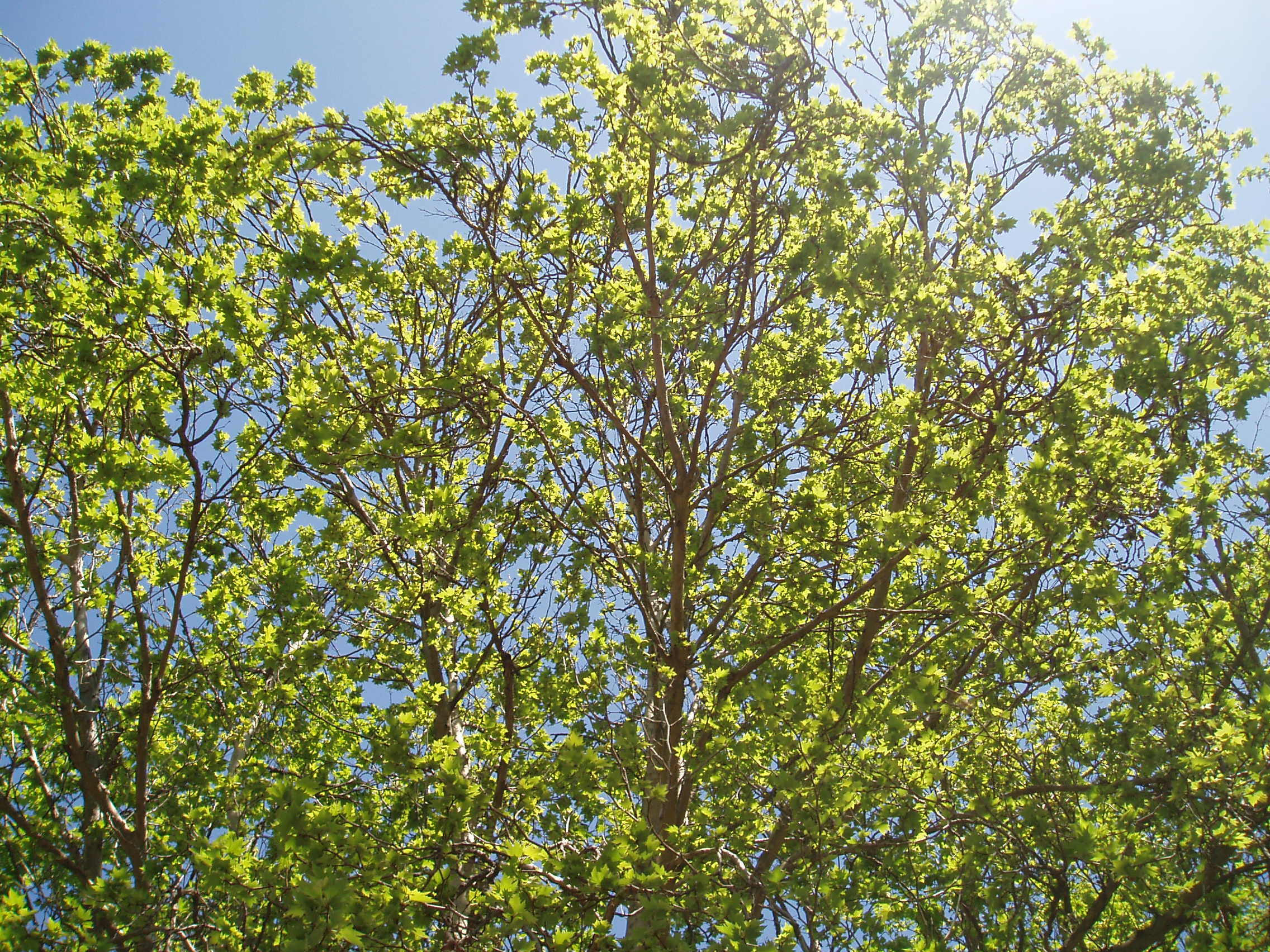
Ramos com folhas.

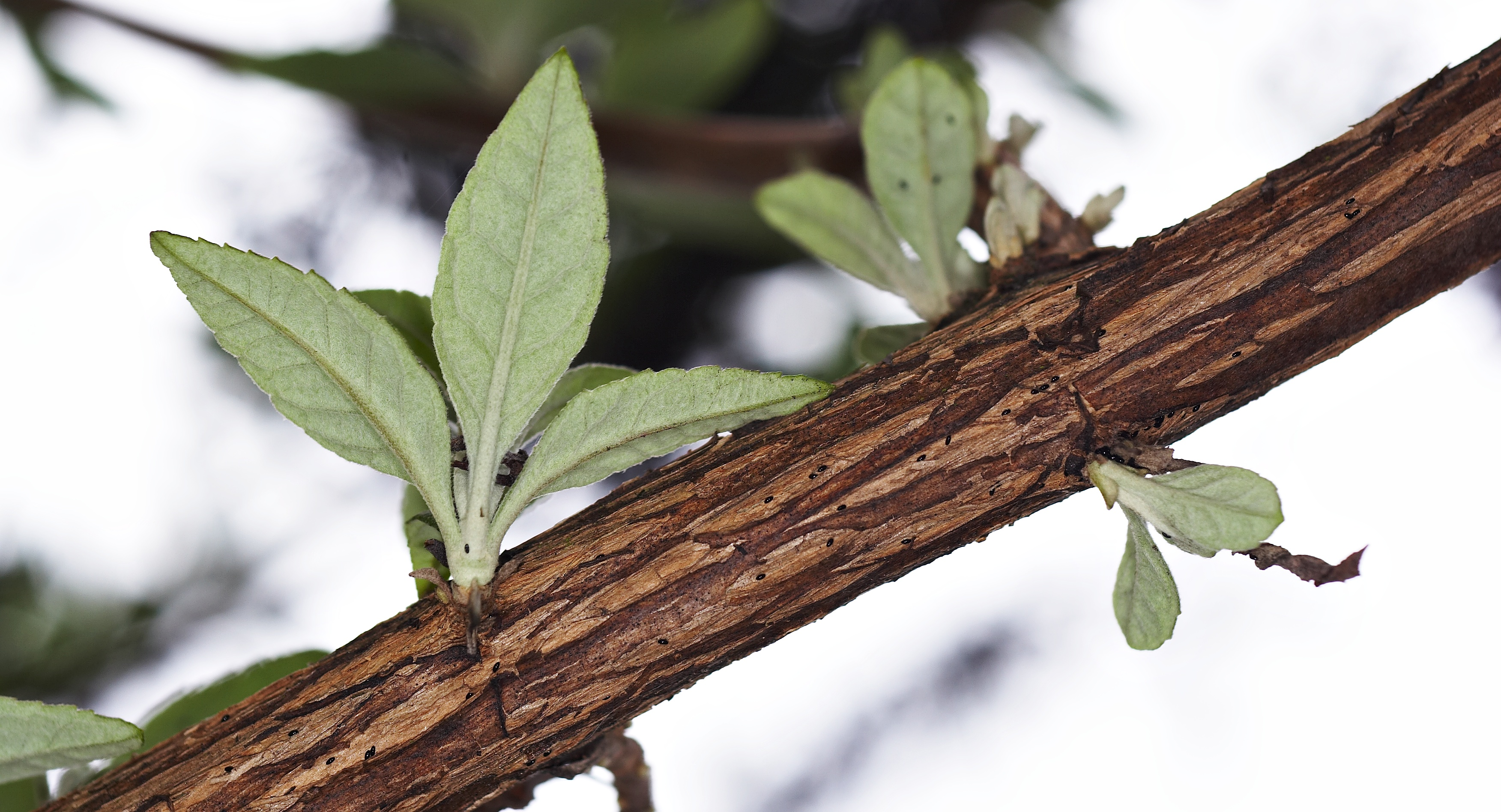
Ramo de Buddleja davidii (com rebentos).

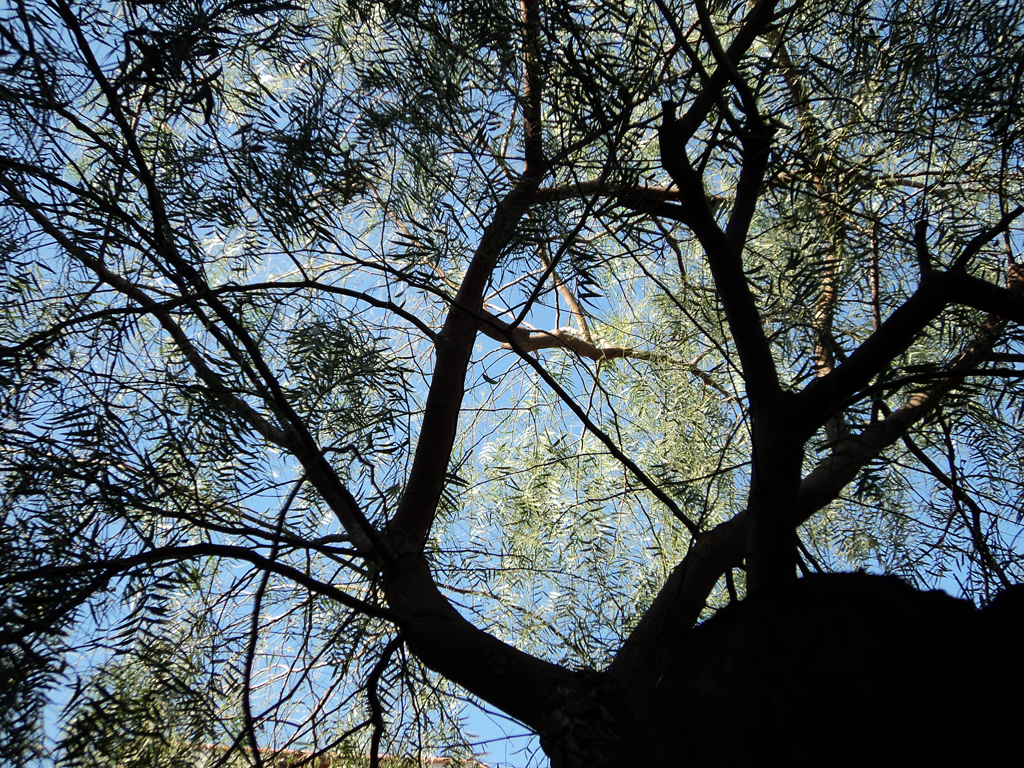
Exemplo de uma copa formada por ramos suborizontais.

Ramo (do latim: ramus), por vezes coloquialmente referido por galho ou vara, é a designação dada em anatomia vegetal às ramificações lenhosas do tronco das árvores e arbustos das quais brotam folhas, e eventualmente flores e frutos, formando uma estrutura de madeira ligada ao tronco central da árvore ou arbusto.

## Descrição
Os ramos são as partes do sistema caulinar das árvores e arbustos em que crescem as folhas (as quais nalguns casos são substituídas por cladódios ou filocládios. São estruturas lenhificadas, geralmente de madeira, ligadas ao tronco central.
Os ramos podem desenvolver-se de forma horizontal, vertical ou diagonal, sendo que esta última forma é a que ocorre na maior parte das espécies arbóreas.. Tal como uma viga em consola, os ramos sofrem flexão, concentrando o esforço máximo na base da estrutura. Ainda que normalmente a rotura não ocorra espontaneamente, dado que o peso não seja excessivamente grande, uma sobrecarga, como o peso de um animal, de gelo ou de neve, ou mesmo a acção do vento, pode levar à fractura do ramo ao superar a tensão mecânica máxima que a estrutura pode suportar.
Os ramos podem ser classificados de acordo com a sua estrutura:
- Macroblasto — ramos longos, de crescimento indefinido e entrenós alongados, que formam os eixos principais que estruturam as copas ou as prolongam;
- Braquiblasto — ramo de crescimento limitado ou reduzido, com entrenós curtos, sobre o qual as folhas aparecem agrupadas em fascículo.

A poda consiste no corte de ramos, sendo uma operação cultural que se realiza com fins estéticos para dar forma, de limpeza para eliminar ramos mortos, para estimular o crescimento ou melhorar a floração ou a frutificação. Em  árvores fruteiras a poda é geralmente utilizada para aumentar a produção de frutos ou para facilitar a sua colheita.